# Schweizer Faustballnationalmannschaft der Männer
Die Schweizer Faustballnationalmannschaft ist die von den Nationaltrainern getroffene Auswahl Schweizer Faustballspieler. Sie repräsentieren Swiss Faustball auf internationaler Ebene bei Veranstaltungen der European Fistball Association und International Fistball Association. Die Schweiz gehört zu den führenden Faustballnationalmannschaften der Welt.

## Internationale Erfolge
Bei insgesamt 14 WM-Teilnahmen stand die Nationalmannschaft der Schweiz drei Mal auf dem Podest. Bei den World Games erreichten sie vier Mal Podestplätze und bei den Faustball-Europameisterschaften belegen sie im Gesamtmedaillenspiegel den dritten Platz.

### Weltmeisterschaften
| - 1968 in Österreich: 5. Platz (von 8) - 1972 in Deutschland: 4. Platz (von 7) - 1976 in Brasilien: 4. Platz (von 6) - 1979 in der Schweiz: 4. Platz (von 8) - 1982 in Deutschland: 3. Platz (von 8) - 1986 in Argentinien: 4. Platz (von 6) - 1990 in Österreich: 4. Platz (von 11) | - 1992 in Chile: 4. Platz (von 10) - 1995 in Namibia: 2. Platz (von 10) - 1999 in der Schweiz: 4. Platz (von 12) - 2003 in Brasilien: 4. Platz (von 10) - 2007 in Deutschland: 4. Platz (von 12) - 2011 in Österreich: 5. Platz (von 12) - 2015 in Argentinien: 2. Platz (von 14) |

### World Games
- 1985 in London ( Vereinigtes Königreich): 3. Platz
- 1989 in Karlsruhe ( Deutschland): 4. Platz
- 1993 in Den Haag ( Niederlande): 2. Platz
- 1997 in Lahti ( Finnland): 4. Platz
- 2001 in Akita ( Japan): 4. Platz
- 2005 in Duisburg ( Deutschland): 4. Platz
- 2009 in Kaohsiung ( Taiwan): 2. Platz
- 2013 in Cali ( Kolumbien): 2. Platz[2]

## Statistiken

### Länderspiel-Bilanzen
Gegen insgesamt 17 Länder trat die Schweizer Faustballnationalmannschaft der Männer bisher in offiziellen Länderspielen an. Die meisten Begegnungen bestritt die Schweiz gegen Deutschland.
| Gegner             | Spiele | +  | 0 | -  |
| ------------------ | ------ | -- | - | -- |
| Argentinien        | 19     | 17 | 0 | 2  |
| Brasilien          | 41     | 14 | 0 | 27 |
| Dänemark           | 4      | 4  | 0 | 0  |
| Chile              | 15     | 15 | 0 | 0  |
| DDR                | 4      | 2  | 0 | 2  |
| Deutschland        | 120    | 30 | 3 | 87 |
| Italien            | 33     | 33 | 0 | 0  |
| Japan              | 2      | 2  | 0 | 0  |
| Kanada             | 1      | 1  | 0 | 0  |
| Namibia            | 10     | 10 | 0 | 0  |
| Österreich         | 100    | 32 | 0 | 68 |
| Serbien            | 2      | 2  | 0 | 0  |
| Spanien            | 1      | 1  | 0 | 0  |
| Südafrika          | 1      | 1  | 0 | 0  |
| Taiwan             | 2      | 2  | 0 | 0  |
| Tschechien         | 6      | 6  | 0 | 0  |
| Vereinigte Staaten | 2      | 2  | 0 | 0  |

## Trainer
| Name              | von  | bis  | Erfolge                                                             |
| ----------------- | ---- | ---- | ------------------------------------------------------------------- |
| Werner Kim        | 1968 | 1968 |                                                                     |
| Paul Gruber       | 1969 | 1969 |                                                                     |
| Bruno de Capitani | 1970 | 1978 |                                                                     |
| Max Bucher        | 1978 | 1980 |                                                                     |
| Peter Krauer      | 1981 | 1985 | Bronze WM 1982                                                      |
| Toni Gruber       | 1985 | 1990 |                                                                     |
| Peter Meier       | 1990 | 1998 | Vizeweltmeister 1995, 2. Platz World Games 1993                     |
| Koni Keller       | 1998 | 2004 |                                                                     |
| Marcel Cathomas   | 2004 | 2011 | 2. Platz World Games 2009, Europameister 2006                       |
| Oliver Lang       | 2011 |      | Vizeweltmeister 2015, 2. Platz World Games 2013, Europameister 2012 |

## Kader
Cyrill Schreiber war von 2002 bis 2016 im Kader des Schweizer Nationalteams und absolvierte mit diesem 91 Länderspiele.